# Catherine Parks
Catherine LaBelle Parks (Tampa, 10 de dezembro de 1956) é uma atriz norte-americana de cinema e televisão.

## Vida e carreira

### Primeiros anos
Parks nasceu em Tampa, Flórida, formou-se na Leto High School e frequentou a Universidade do Sul da Flórida, onde graduou-se em teatro. Começou a participar de concursos de beleza enquanto ainda residia na Flórida, usando o nome artístico Cathy LaBelle. Ela venceu o Miss Hillsborough County e o Miss Florida e ficou entre as finalistas no concurso Miss América de 1978.

### Trabalhos como atriz
No início da década de 1980, Parks mudou-se para Los Angeles. Em 1981, apareceu em seu primeiro filme, Looker, o que lhe deu a oportunidade de entrar para o Screen Actors Guild. Atuou em vários programas de televisão, começando com uma participação em Behind the Screen, seguido por um papel recorrente em 1983 na sitcom Zorro and Son, transmitida pela CBS. Apareceu ainda em episódios de séries como Days of our Lives, The Love Boat, Tales from the Darkside e Hunter.
Os trabalhos mais conhecidos de sua carreira cinematográfica são o filme terror Friday the 13th Part III (1982) e a comédia Weekend at Bernie's (1989). No primeiro, interpretou Vera Sanchez, uma jovem que se torna uma das vítimas do assassino fictício Jason Voorhees. Parks afirmou que tem orgulho de sua participação nesse filme e, a partir de meados da década de 2000, passou a comparecer frequentemente nas convenções de fãs em homenagem aos artistas do elenco.

## Filmografia

### Cinema
| Ano  | Título                                                         | Papel           | Notas                 | Ref.   |
| ---- | -------------------------------------------------------------- | --------------- | --------------------- | ------ |
| 1981 | Looker                                                         | Jan             |                       | [ 15 ] |
| 1982 | Friday the 13th Part III                                       | Vera Sanchez    |                       | [ 2 ]  |
| 1989 | Weekend at Bernie's                                            | Tina            |                       | [ 2 ]  |
| 1993 | Aspen Extreme                                                  | Karen           |                       | [ 15 ] |
| 1993 | Body of Influence                                              | Helen           | Diretamente em vídeo  | [ 2 ]  |
| 2013 | Crystal Lake Memories: The Complete History Of Friday The 13th | Ela mesma       | Documentário em vídeo | [ 16 ] |
| 2019 | Cool as Hell 2                                                 | Miss Delvecchio |                       | [ 17 ] |

### Televisão
| Ano     | Título                                          | Papel             | Notas                                   | Ref.   |
| ------- | ----------------------------------------------- | ----------------- | --------------------------------------- | ------ |
| 1981-82 | Behind the Screen                               | Sally Dundee      | Elenco principal                        | [ 8 ]  |
| 1982    | Days of Our Lives                               | Mitzi Matuso      | 1 episódio                              | [ 10 ] |
| 1982    | The Love Boat                                   | Carole Strickland | Episódio: "A Dress to Remember"         | [ 11 ] |
| 1982    | Three's Company                                 | Susan             | Episódio: "Extra, Extra"                | [ 18 ] |
| 1983    | Zorro and Son                                   | Señorita Anita    | Elenco principal                        | [ 9 ]  |
| 1984    | Mike Hammer                                     | Rachel            | Episódio: "Hot Ice"                     | [ 11 ] |
| 1985    | Street Hawk                                     | Irmã de Simkin    | Episódio: "Follow the Yellow Gold Road" | [ 2 ]  |
| 1986    | Tales from the Darkside                         | Gina Casavin      | Episódio: "The Casavin Curse"           | [ 12 ] |
| 1989    | Hunter                                          | Bonnie Arlington  | Episódio: "Blood Line"                  | [ 12 ] |
| 1989    | Quantum Leap                                    | Garota no parque  | Segunda temporada, terceiro episódio    | [ 19 ] |
| 1989    | Empty Nest                                      | Annabelle         | Episódio: "Overdue for a Job"           | [ 11 ] |
| 1990    | Capital News                                    | Brooke Bros       | Elenco principal                        | [ 20 ] |
| 1991    | The Man in the Family                           | Mulher rejeitada  | Episódio: "Once Bitten"                 | [ 21 ] |
| 2009    | His Name Was Jason: 30 Years of Friday the 13th | Ela mesma         | Teledocumentário                        | [ 22 ] |